# Velká Bíteš
Velká Bíteš (do roku 1924 Velká Byteš, německy Groß Bittesch) je město na Moravě v okrese Žďár nad Sázavou, ve východní části Českomoravské vrchoviny, přibližně 30 km od moravské metropole Brna. Město je součástí Kraje Vysočina a je jedním z mikroregionálních center. Žije zde přibližně 5 500 obyvatel. Dominantou města je opevněný kostel Sv. Jana Křtitele. Původně pozdně románská stavba byla ve 14. století přestavěna v gotickém slohu. V 15. století byl kostel opevněn kamennými hradbami s obrannou věží, což z něj činí unikátní příklad církevní tvrze v regionu.
Sousedními obcemi sídla jsou Ruda, Vlkov, Stanoviště, Svatoslav, Katov, Březské, Křoví, Deblín, Zálesná Zhoř, Přibyslavice, Čikov, Krokočín, Hluboké, Jinošov, Jasenice, Pucov, Záblatí, Nové Sady a Tasov.

## Členění města
Území města se skládá ze dvou nesousedících území: Jedno tvoří město Velká Bíteš a místní části Bezděkov, Březka, Holubí Zhoř, Jáchymov, Janovice, Jestřabí, Jindřichov, Košíkov a Ludvíkov; druhou pak Pánov.
V 19. století se město členilo na vlastní město a tři předměstí: Lánice (západní předměstí, též Lhánice, dnes jedna z hlavních ulic), Růžová ulička (neboli Rosengasse, severní předměstí) a Janovice (jižní předměstí oddělené od vlastního města potokem Bítýškou).
V letech 1850–1866 a od 1. ledna 1981 do 30. června 1990 k městu patřilo i Křoví.

## Název
České jméno Bíteš (původně mužského rodu) bylo odvozeno od osobního jména zakončeného na -ech. Které jméno to bylo, není z důvodu nedokonalého pravopisu středověkých zápisů jasné. Mohlo to být jméno Vítech, jak by mohl ukazovat doklad z roku 1266 Vitis (tj. Víteš; osobní jméno Vítech by bylo příponou -ech rozšířené jméno Vít, domácká podoba jmen jako Vítoslav nebo Vítorad), případně jméno Bytech, jak naznačují písemné doklady ze 14. až 17. století, v nichž je Byteš (osobní jméno Bytech by bylo příponou -ech rozšířené jméno Byt, domácká podoba jmen Radobyt, Chotěbyt apod.). Výchozí podobu místního jména (ať bylo jakékoli) zřejmě ovlivnila existence podobného osobního jména Bít. Význam českého místního jména byl "Vítechův/Bytechův majetek". Přívlastek Velká se v pramenech objevuje od první čtvrtiny 16. století. Současný název Velká Bíteš pochází z roku 1924, kdy došlo na zveřejnění definitivních názvů obcí v Lexikonu obcí ČSR. Do té doby neslo město název Velká Byteš. Změnu provázela velká nelibost obyvatelstva, která vyvolala i formální protest (bez úspěchu). Do té doby byla Byteš i součástí vyjmenovaných slov po b.
V němčině se zprvu používalo jméno Heinrichs ("Jindřichovo"), které bylo odvozeno od jména markrabětě Vladislava Jindřicha. Po dobytí města husity se přestalo používat a v němčině se od té doby používala hlásková a pravopisná varianta českého jména.
Podoba jména v písemných pramenech: Bytes, Heinrichs (1240), Bytess, Heinrichs (1259), Vitis (1266), Heinrichs (1346), Bytesch (1379), Bithess (1386), Bytess (1498), z Welike Bytesse (1522), z Welike Bijtesse (1531), Bytesch (1633), Gross Bittesch (1720, 1755), Gross Bitesch, Biteš Welká (1846), Gross Bittesch, Velká Byteš (1872), Velká Biteš (1881), Velká Bíteš (1924).

## Historie města
Velká Bíteš byla založena v první polovině 13. století patrně jako zeměpanské město na místě dřívější osady či dvoru. Okolo roku 1250 však přešla pod vrchnostenskou správu. Asi proto byla v polovině 14. století pouhým městečkem, které se ale v sedmdesátých letech 14. století pod přechodnou markraběcí správou proměnilo v město. Plného městského práva Velká Bíteš dosáhla roku 1408, kdy měla přibližně 850 obyvatel. Další rozvoj zažila po husitských válkách od poloviny 15. století, který vrcholil počátkem 16. století. Zřejmě již tehdy město dosáhlo počtu 1200 obyvatel. Za třicetileté války zpustlo téměř z poloviny. Poválečná obnova probíhala pomalu a trvala až do poloviny 18. století.
Velká Bíteš bývala od konce 14. století až do zrušení poddanství v roce 1848 jediným městem na panství, přičemž vrchnost sídlila v Náměšti nad Oslavou. Znamenalo to, že Bíteš požívala větší samostatnosti, než bývalo u vrchnostenských měst zvykem, avšak vrchnostenské podnikání bylo místně vázáno na její sídlo. Průmyslovou revoluci tak Velká Bíteš zažila až v polovině 20. století založením technicky náročného podniku První brněnské strojírny. Tehdy měla přibližně 1800 obyvatel, nyní již přes pět tisíc.
Zdejší pohostinnost má hluboké kořeny v minulosti. Je trvale vázaná na dálkové cesty a zemědělské zázemí. Již vznik Velké Bíteše souvisel s křižovatkou dálkových cest a Bítešští už ve středověku dosáhli na tuto skutečnost vázaných privilegií, jakými bylo kupříkladu várečné právo patřící k 33 domům na náměstí. Též nynější doba potvrzuje životaschopnost naznačených předpokladů, které zosobňuje dálnice D1 Praha – Brno.
V letech 1990–1998 působil jako starosta Josef Šmídek, v letech 1998–2010 Mgr. Miroslav Báňa a v letech 2010-2022 tuto funkci vykonával Ing. Milan Vlček. Od října 2022 je starostkou města Ing. Markéta Lavická.
| Rok            | 1869  | 1880  | 1890  | 1900  | 1910  | 1921  | 1930  | 1950  | 1961  | 1970  | 1980  | 1991  | 2001  | 2010  | 2021  |
| -------------- | ----- | ----- | ----- | ----- | ----- | ----- | ----- | ----- | ----- | ----- | ----- | ----- | ----- | ----- | ----- |
| Počet obyvatel | 3 406 | 3 527 | 3 361 | 3 237 | 3 126 | 3 046 | 2 992 | 2 807 | 3 217 | 3 435 | 4 272 | 4 652 | 4 889 | 5 022 | 5 140 |

### Dům čp. 117, Hrnčířská ul.

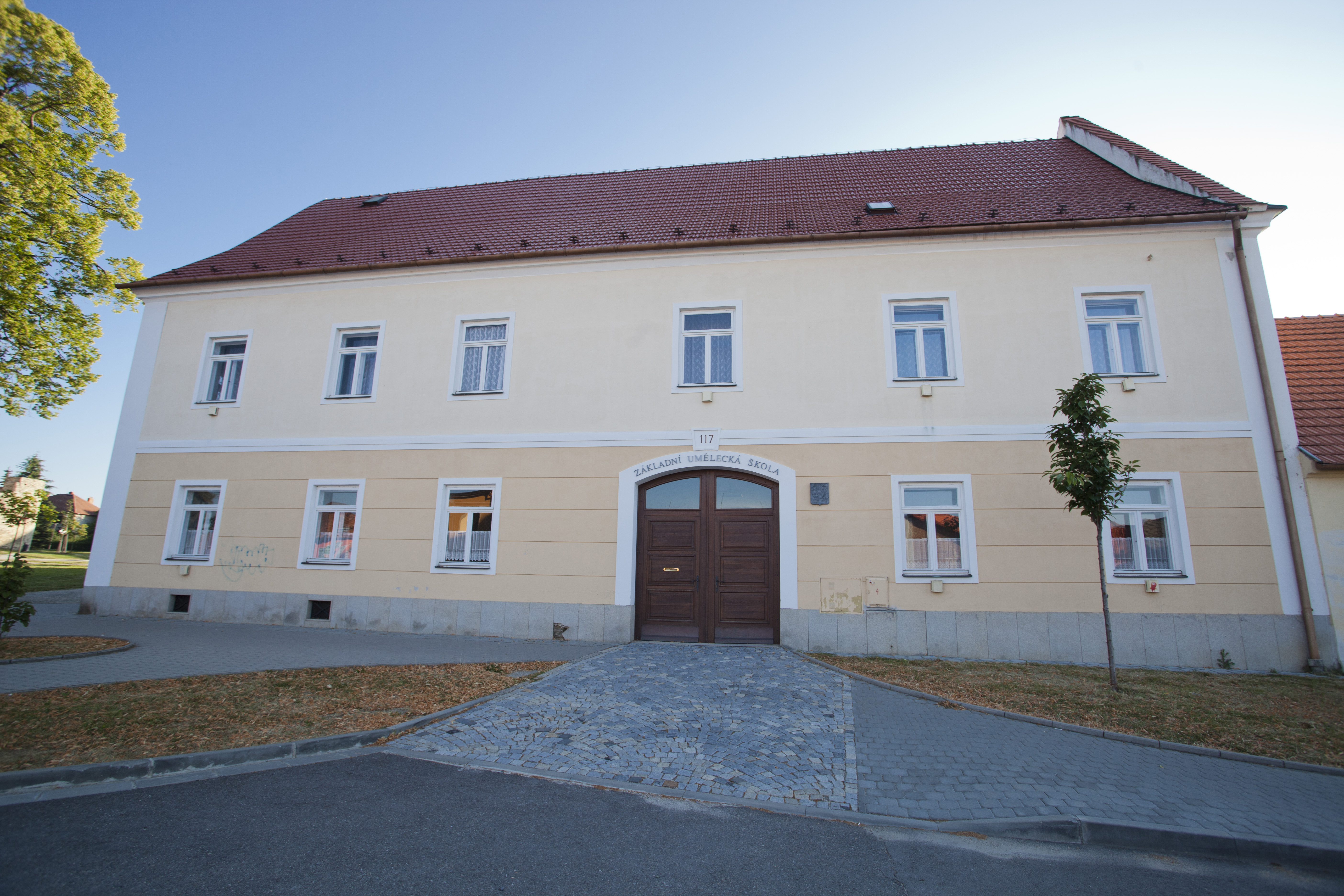
Dům čp. 117, ZUŠ Hrnčířská ulice

Dům čp. 117 v Hrnčířské ulici naproti kostelu býval poplužním dvorem. Od středověku jej vlastnily starobrněnské cisterciačky, v letech 1688–1715 byl panským dvorem Collaltů. Následně jej město zakoupilo. Po snahách města s vlastním hospodařením sloužil dům stále od roku 1790 rozšířené škole, ke které byl roku 1877 přistavěn zadní trakt.
Základní umělecká škola byla založena v červnu roku 1950. Od roku 2004 je příspěvkovou organizací města Velká Bíteš a její celková kapacita povolená MŠMT je 300 žáků.
Škola připravuje žáky pro budoucí amatérskou i profesionální praxi – ke zkouškám k dalšímu studiu na konzervatořích, hudebních gymnáziích nebo školách výtvarného a pedagogického zaměření.

### Pověsti
Pasačka jednoho dne uviděla, že jeden její býk a jedna svině hrabou stále na tomtéž místě, a nemohla je odtamtud odehnat. Šla se tedy na místo podívat a zjistila, že vyhrabali zvon, který byl celý vyplněný prosem. V prosu byla ukryta zlatá monstrance. Zvon byl zavěšen do kostela sv. Jana Křtitele, ale měl tak ohlušující hlas, že do něj musela být vyvrtána dírka a zalita olovem, aby to hlas zvonu ztlumilo. Při zvonění prý volá: „Sviňa mě vyryla, bék mě vyhrabal, panna mě našla!“ Nalezená monstrance je prý tak cenná, že když bude celé město zničeno, obyvatelé jej z jejího prodeje postaví znovu. Tyto zvony byly ukryty proto, že v té době zuřila třicetiletá válka a na našem území se nacházela švédská vojska, která zvony kradla, tavila a odlévala z nich zbraně. Aby se tyto vzácné zvony zachovaly, byly ukryty v místě „U Antoníčka“, kde je posléze podle pověsti našla tato pasačka.

## Kultura

### Klub kultury města Velké Bíteše
Klub kultury a Informační centrum sídlí na Masarykově náměstí 5. Pro občany města organizuje v kulturním domě koncerty, zábavy, akce pro děti a divadelní představení, ve výstavním sále pak besedy a výstavy. V letních měsících zve na náměstí Kinematograf bratří Čadíků. V měsíci září zaštiťuje nejrozsáhlejší akci roku „Tradiční bítešské hody“, jejichž kořeny sahají až do dvacátých let minulého století. Hlavními aktéry jsou hodové postavy, rychtář s rychtářkou, konšelé, písař a hlavně chasa, připravující hody již dlouho před nimi. Součástí hlavního hodového programu je neodmyslitelná moravská a česká beseda, slovo písaře a přehlídka dechových hudeb a cimbálových muzik nejen na hlavním pódiu, ale i v hodových sklípcích a mázhauzech. Charakter hodů spoluutváří festival zdejších i přespolních folklórních skupin „Setkání na Podhorácku“. Sklípky plné pochoutek a dobrého vína, burčák, hudba všeho druhu včetně cimbálky a lunapark, to vše vytváří nenapodobitelnou atmosféru, kvůli které Velkou Bíteš navštěvují tisíce lidí.

### Turistické informační centrum

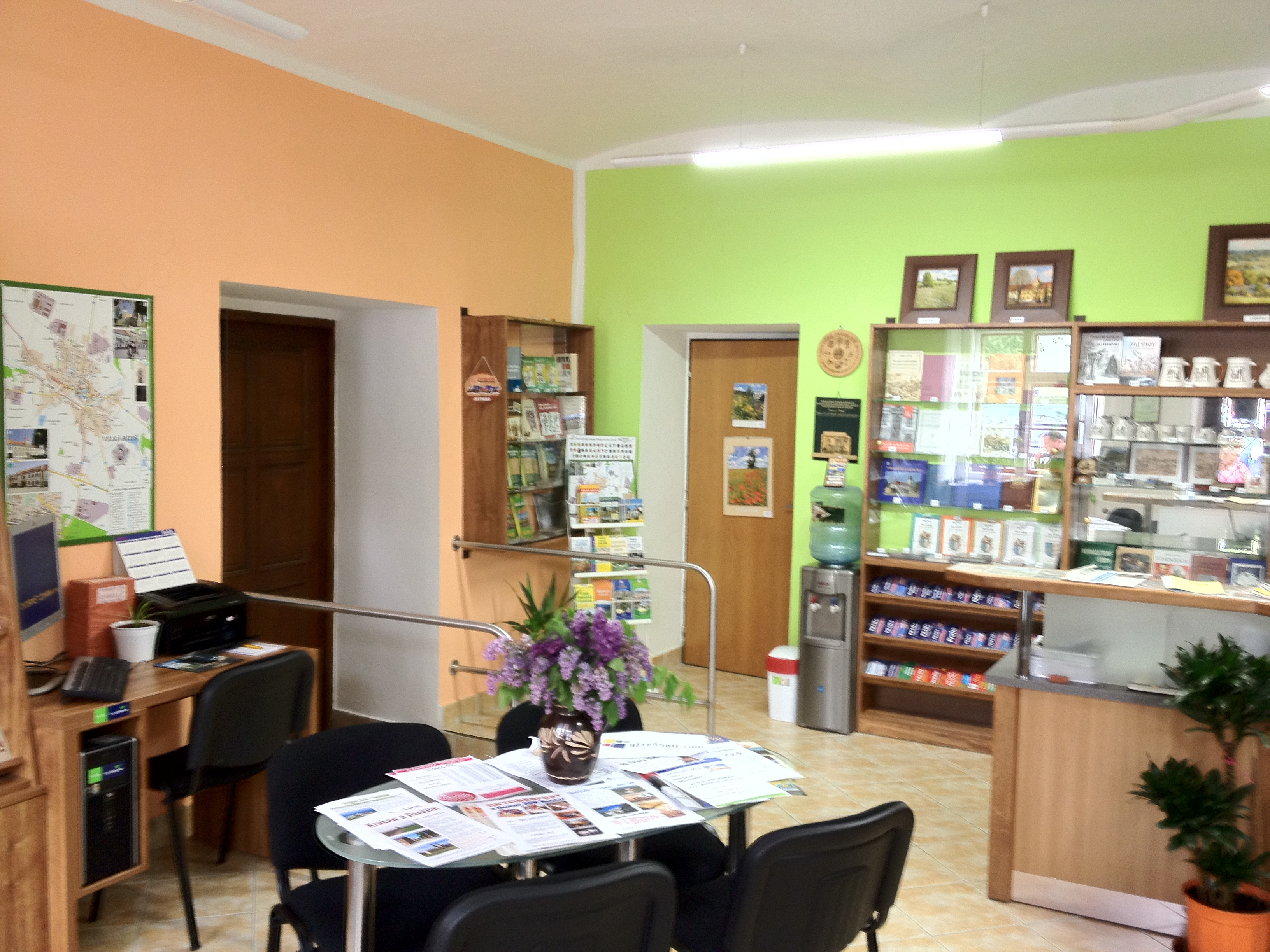
Turistické informační centrum – interiér

Turistické informační centrum na Masarykově náměstí je členem v profesní organizaci A.T.I.C. ČR. Návštěvníkům poskytuje informace o dění ve městě, kultuře, památkách. Nabízí ke koupi turistické mapy a cyklomapy regionu Bítešsko a přilehlých regionů, informativní brožury, pohlednice, obrazy a knižní publikace vztahující se k Velké Bíteši a jejímu okolí, turistické známky, keramiku apod. Informační centrum poskytuje bezplatný internet, zajišťuje předprodej vstupenek na kulturní a společenské akce, zprostředkovává ubytování a nabízí služby cestovní kanceláře CK REKO.

### Rekreační areál „Letná“

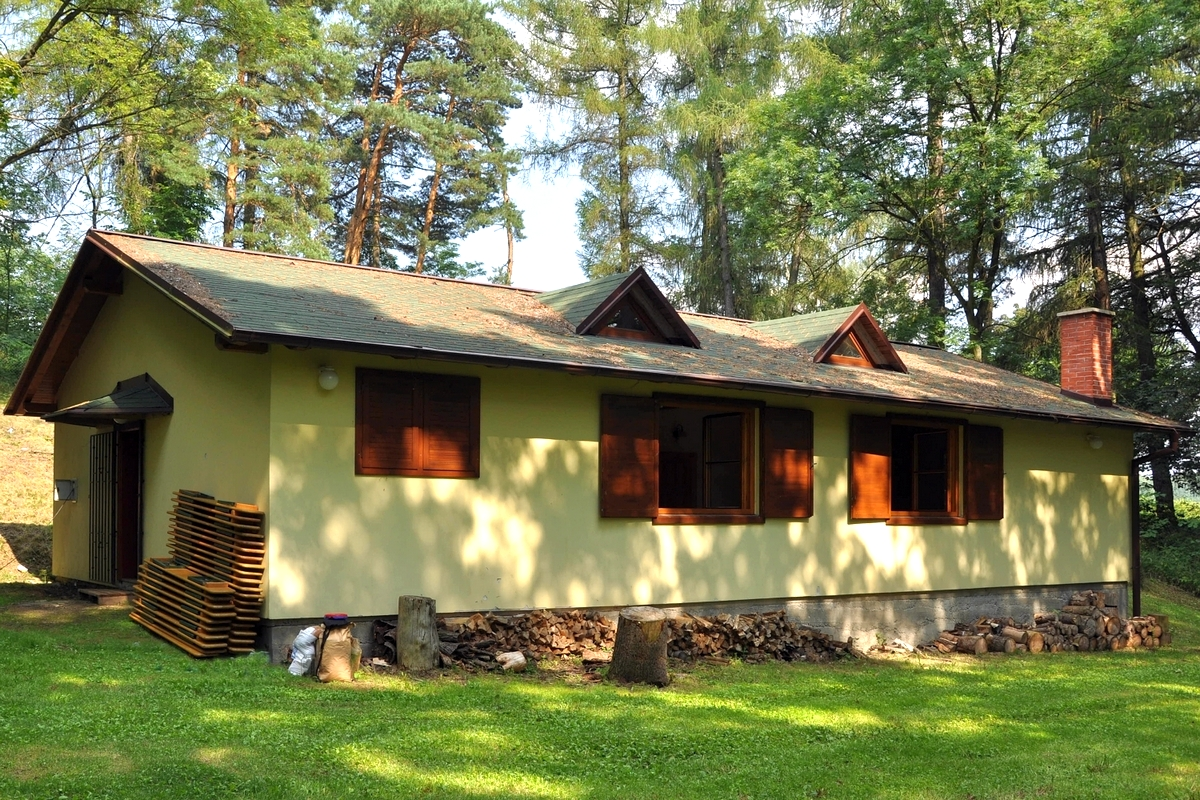
Rekreační areál „Letná“ (rok 2013)

Výletní lesopark Františkov, od roku 1900 zvaný Letná, byl „otevřen“ v roce 1879. Tehdy bylo za vedení měšťanů Seky a Singra upraveno prostranství, na kterém byla později roku 1899 postavena budova výletní. Toto prostranství zvané kolo bylo ve svých počátcích lemováno lipami, pod kterými byly zasazené stoly s lavicemi a uprostřed něj solitérní lípa. Horní břeh ohraničovaly modříny. Místo tak bylo určeno k tanci i jako shromaždiště lidu.
V roce 1914 byl prostor obohacen o hudební pavilon. Letnou vybudoval spolek Pokrok a pečovaly o ni i další spolky, kterými byli Okrašlovací spolek, hasiči a sokoli. Po roce 1918 zanikl spolek Pokrok a vlastnická práva letenských zařízení přešla na místní Tělocvičnou jednotu Sokol. Za jejich správy bývala Letná nejvíce využívána. Na nedělní odpolední provoz zajišťoval nájemce s hospodskou koncesí výčep bítešského piva a dále nabízel sodovky, uzenky a rohlíky. Jedno ze společenských vyvrcholení Letné bylo v roce 1938 setkání Sokolů-Jugoslávců s bítešskými sokolskými členy v rámci jejich návštěvy Všesokolského sletu v Praze.
Po zastavení činnosti Sokola v roce 1941 byla budova uzamčena a nebylo o ni ani po válce příliš pečováno. Po zániku Sokola přešlo vlastnictví budovy na národní výbor (tj. město Velká Bíteš), který ji nechal v roce 1968 přestavět pro bytové účely. Snaha o návrat původního určení budovy započala v roce 1989, kdy budovu od Městského Národního Výboru převzala organizace Ochránců přírody. Budova se však dočkala přestavby až poté, co ji město v roce 2006 svěřilo do správy Lesům města Velké Bíteše. Od roku 2012 je ve správě Informačního centra a Klubu kultury a je nadále ve vlastnictví města.
Historie kulturního domu ve Velké Bíteši
Záměr postavit nový kulturní dům ve městě se objevil po druhé světové válce. Bývalá palírna dosluhovala, v sokolovně se mohly odehrávat jen větší společenské akce, bývalá orlovna dostala novou náplň a možnosti končily venkovními akcemi na Letné. K realizaci záměru se ovšem dospělo až poté, co bylo pro něj získáno vedení odborů v pražském ústředí. A tak v dubnu 1975 byl udělen souhlas k projekci radou Okresního národního výboru (ONV), projekt byl vypracován Výrobním družstvem Stavba, Havlíčkův Brod, stavět se započalo v rámci Akce Z v říjnu 1976. Ač se investorem stavby stal Městský národní výbor (MěstNV), největší finanční obnos dodala První brněnská strojírna Velká Bíteš (PBS). Ta také pověřila svého pracovníka Jaromíra Krupičku technickým vedením stavby a Josefa Ťápala, ředitele Závodního klubu Revolučního odborového hnutí (ROH) PBS, zajišťováním brigádníků.
Dílo bylo financováno ze sdružených prostředků od závodu PBS, od ROH a z Fondu rezerv a rozvoje ONV a MěstNV. V subdodávkách bylo provedeno pouze ústřední topení, elektroinstalace a stolařské práce. Cihly pocházely z obecní cihelny. Odborné konstrukční, zednické, obkladačské práce zajišťovaly Brigády socialistické práce ze závodu PBS a další jednotlivá střediska. Na výstavbě se podílely všechny závody, provozovny, školy, pracovníci obchodu a služeb, všechny společenské a zájmové organizace politické Národní fronty (NF). Odpracováno bylo přes 128 tisíc brigádnických hodin zdarma.

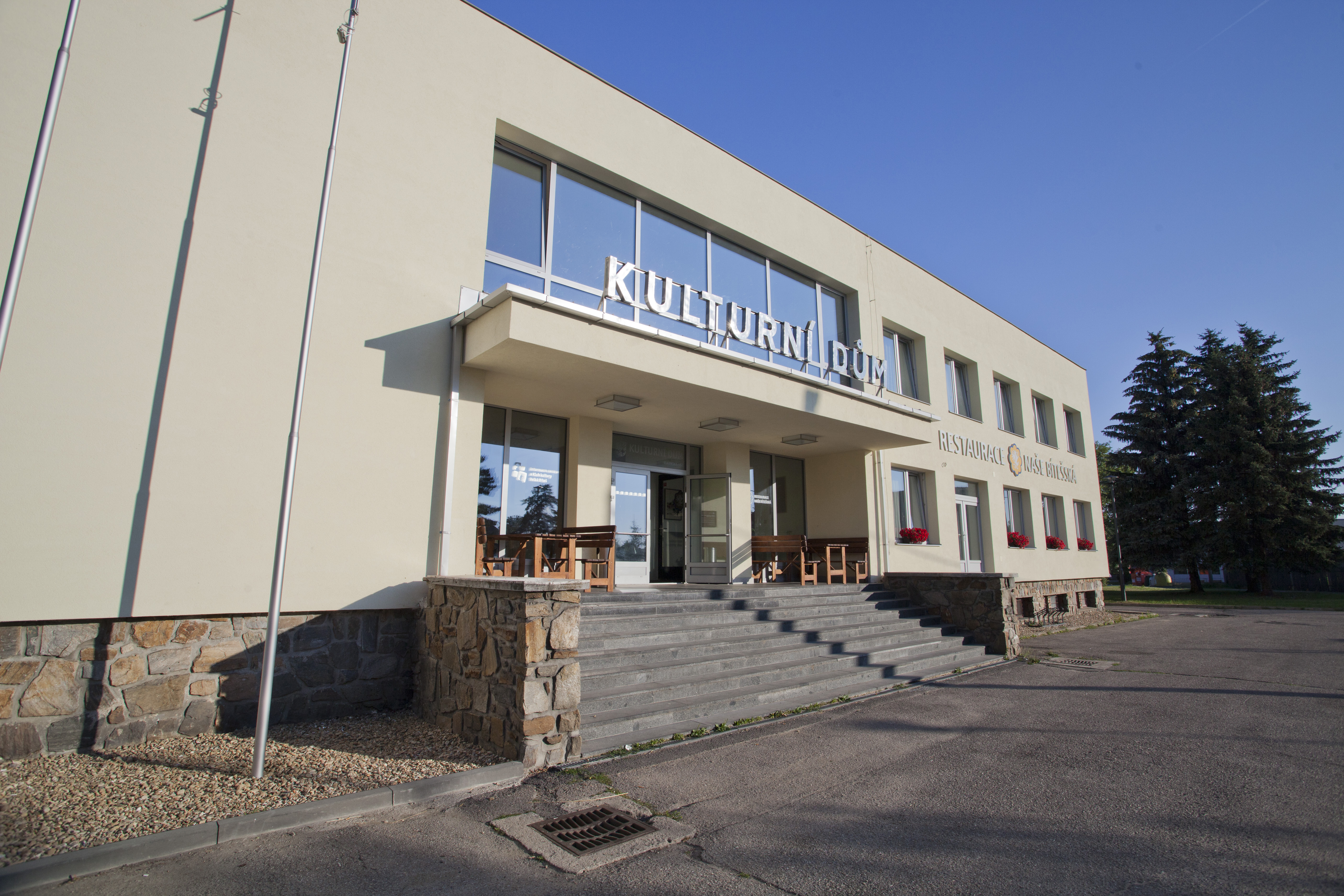
Kulturní dům (rok 2013)

Slavnostně otevřen byl kulturní dům 8. května 1980 k 35. výročí osvobození Československa Sovětskou armádou. Jeho cílem byla „výchova pracujících v duchu aktivních uvědomělých budovatelů socialistické společnosti“ dle zásady „o sdružování lidí v kolektivu k aktivní, různorodé a tvořivé kulturně výchovné a vzdělávací práci“. Za tímto účelem byl v kulturním domě zřízen sál pro 600 sedících diváků, velká klubovna pro 120 účastníků, jeviště vybavené technikou od Divadelních služeb – Martin, restaurace pro 80 hostů, ubytování s osmi pokoji, klubovny, ad. Zajímavostí se stalo sedm křišťálových lustrů, dodaných národním podnikem Lustry z Kamenického Šenova.
Jako první po otevření kulturního domu zde vystoupily skupiny Progres z II. planety a Lenka Vrousínková se skupinou GES. Počet následujících zde uskutečněných akcí do současnosti se počítá na desetitisíce. Budova nadále patří Městu Velké Bíteši a provozuje ji příspěvková organizace města Velké Bíteše Informační centrum a Klub kultury. Původní koncept kulturního domu potvrdila i jeho generální oprava v letech 2011–2012. V současnosti kulturní dům nabízí plnohodnotné zázemí pro pořádání kulturních a společenských akcí vč. ubytovacích prostor.

### Městské muzeum

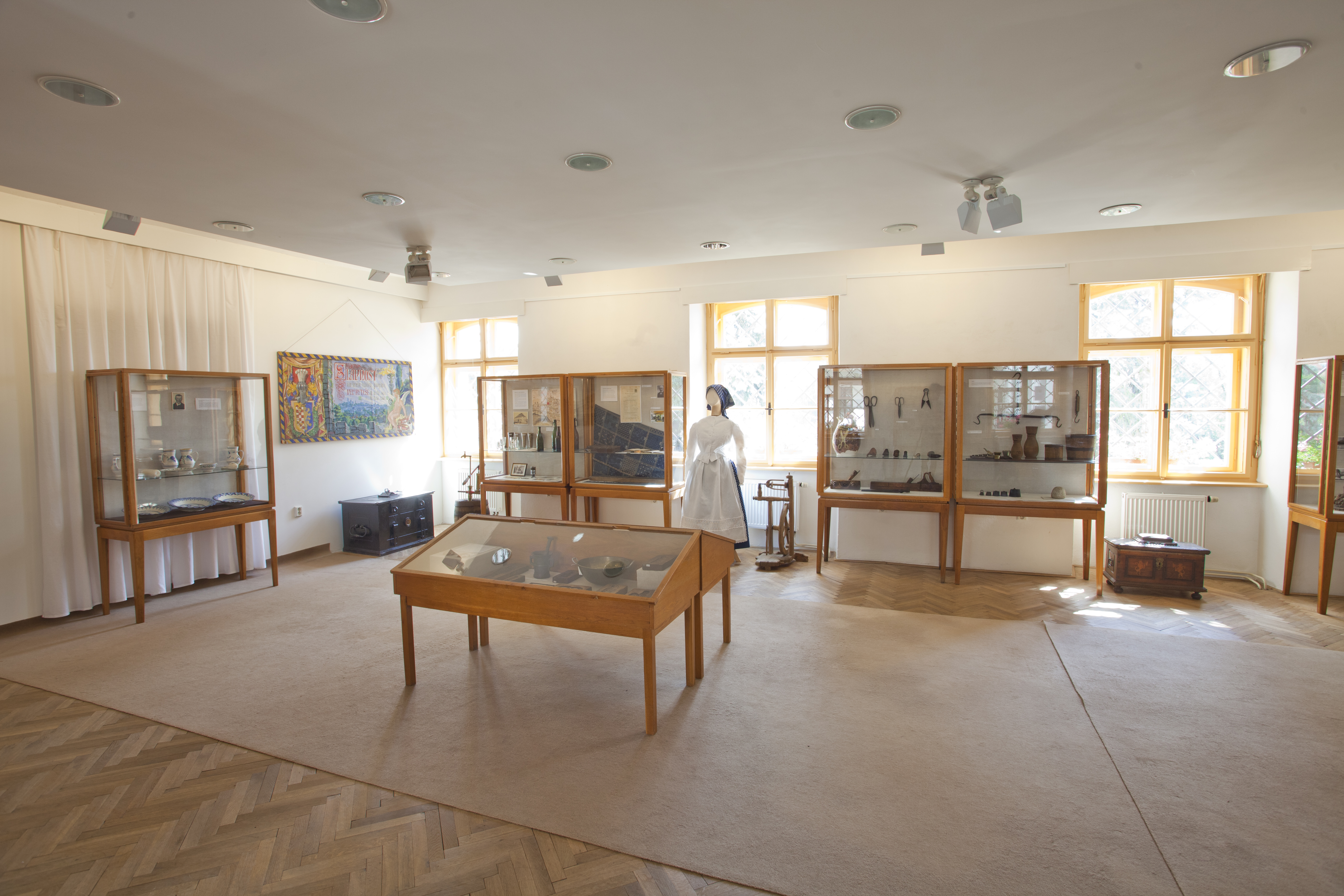
Městské muzeum – interiér

Muzeum bylo založeno v roce 1925, o jeho vytvoření se zasazoval od počátku 20. stol. především učitel a historik Jan Tiray (1853–1925). Postupně vystřídalo místnosti ve školních budovách, potom na radnici a v roce 1957 se stěhovalo do pro muzeum, adaptovaného objektu bývalé modlitebny Jednoty bratrské, kde setrvává dodnes.
V hlavním výstavním sále muzea je umístěna vlastivědná expozice, zaměřená na historii Velké Bíteše. Jsou zde postihnuty první zmínky o Velké Bíteši, Velká Bíteš městem, Hrdelní soud, trhy, míry a váhy, řemesla ve Velké Bíteši, Jednota bratrská a Karel st. ze Žerotína či poslední majitelé náměšťského panství – rod Haugwitzů.
Expozice je doplňována tematickými výstavami s ohledem na výročí dotýkající se města Velké Bíteše, jednotlivých památek, událostí nebo osobností působících ve městě.
V roce 2007 muzeum otevřelo další výstavní prostor určený především pro výstavy obrazů, fotografií nebo panelových výstav krátkodobějšího charakteru. Dosud realizované výstavy v tomto prostoru byly rozličného charakteru. Od uměleckých fotografií, přes přírodovědu, historii, moderní umění po národopis.

### Městská knihovna

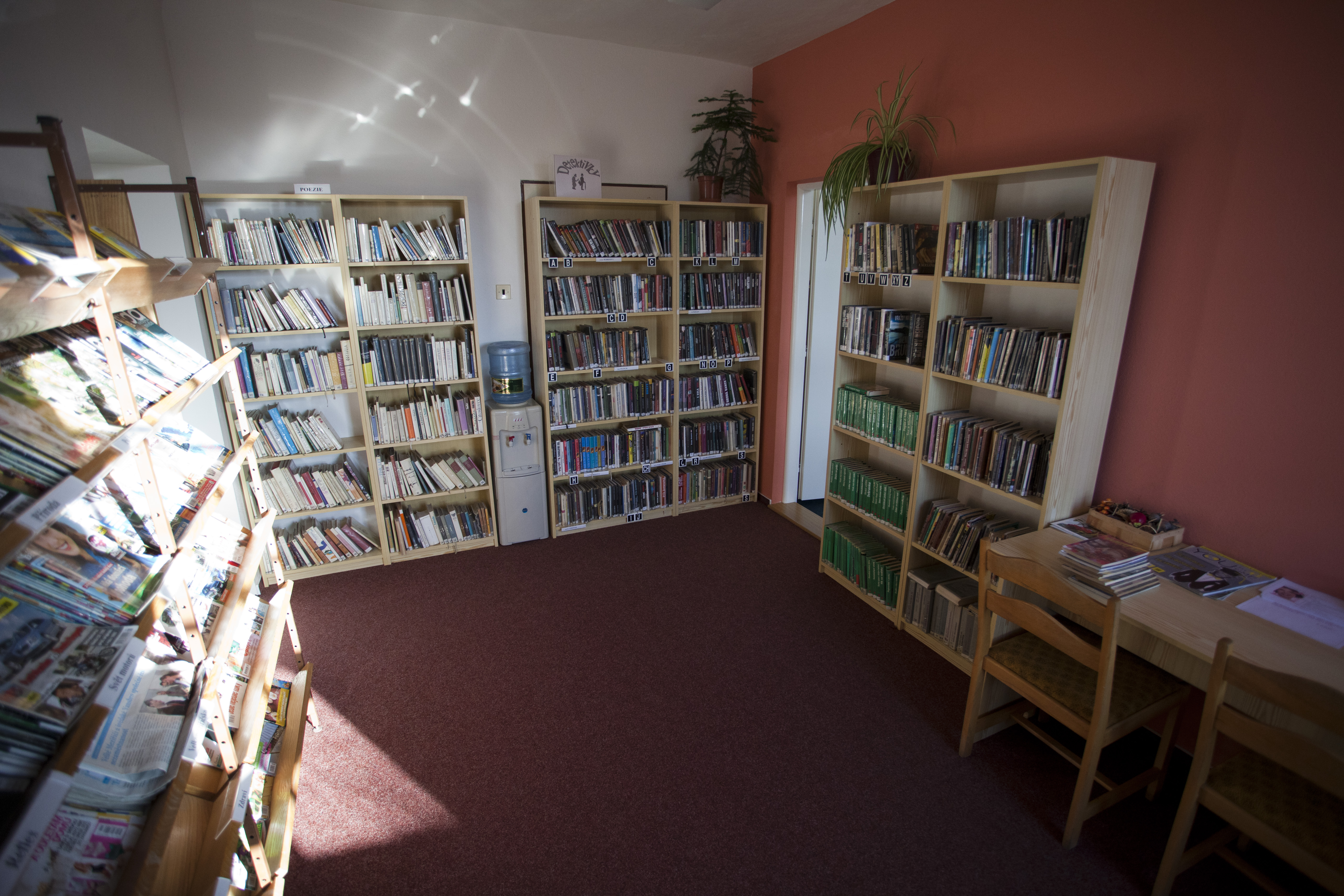
Městská knihovna – interiér

Městské knihovny a jejich služeb ve Velké Bíteši může využívat každý. Knihovna nabízí výběr krásné, naučné a regionální literatury, novin a časopisů. Pro širokou veřejnost nejen z regionu Velkobítešska knihovna pořádá řadu akcí. Mezi nejčastější činnosti patří pravidelné kulturně-výchovné programy pro děti nejen z MŠ a ZŠ. Pro dospělé knihovna organizuje přednášky a besedy na různá témata. Knihovna vlastní cca 14 000 svazků a eviduje přes 600 čtenářů.

#### Historie knihovny
První zmínku o knihovně ve Velké Bíteši nalezneme v místní kronice v roce 1872. V tento rok byl založen čtenářský spolek Svatopluk, který se stal základem veřejné knihovny. Již 300 knih měla knihovna počátkem 20. století, které byly uloženy ve skříních v místní škole. Knihovna byla profesionalizována v roce 1953 a plnila funkci knihovny okresní až do zrušení okresu Velká Bíteš v letech šedesátých. V těchto letech, kdy byl zrušen okres knihovna spadá pod Okresní knihovnu ve Žďáře nad Sázavou až do roku 1993, kdy se stává organizační složkou města Velká Bíteš.

### Tradiční Bítešské hody

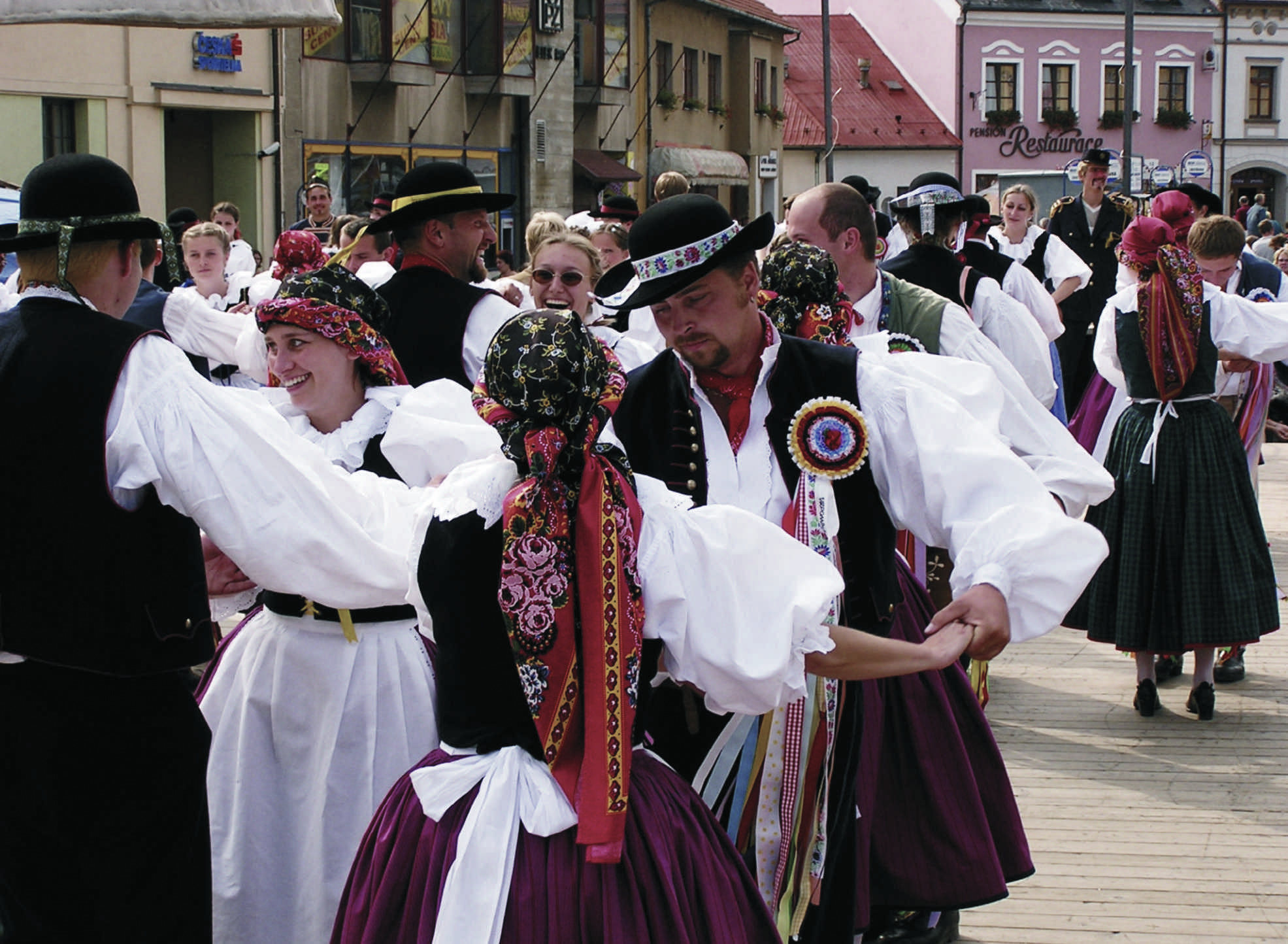
Bítešské hody

Bítešské hody patří v posledních více než padesáti letech každoročně k hlavním událostem kulturního života Velké Bíteše. O hody se stará Bítešská chasa pod vedením hlavního stárka s hlavní stárkou a rychtáře a rychtářkou. Chasa zdobí a staví máju na náměstí a zařizuje všechny potřebné a tradiční úkony před začátkem samotných hodů. O hodové neděli prochází město krojovaným průvodem a poté na náměstí probíhá tradiční hodový program. Mimo tradiční hodový program se zde také konají koncerty známých umělců,

### Bítešský hudební půlkruh
Bítešský hudební půlkruh je občanské sdružení, které si vytklo za cíl zpřístupnit obyvatelům regionu Velkobítešska krásnou hudbu. V devadesátých letech nastalo v bítešském regionu naprosté vakuum v oblasti vážné hudby. Bítešský hudební půlkruh svým založením na podzim 1997 ušetřil občanům nepříjemné cestování na koncerty v Brně, Praze či dalších městech. Každoročně pořádá 7 řádných koncertů a alespoň dva mimořádné.
Dramaturgie jednotlivých sezón nabízí posluchačům žánrovou i interpretační pestrost. „Na své“ si přijdou příznivci smyčcových i dechových nástrojů, klavíristé, milovníci sólového i sborového zpěvu. Za dobu existence ovšem slyšeli také harfu, cimbál či xylofon. Účinkující patří mezi vynikající hudební osobnosti, které zná Evropa i celý svět: Guarneri trio, Smetanovo trio, České trio, Janáčkovo kvarteto, Wihanovo kvarteto, houslista Pavel Šporcl, kytarista Štěpán Rak, houslista František Novotný, Ondřej Havelka, klavírista Serguei Milstein – Francie, violoncellista Markus Nyikos – Švýcarsko, houslistka Hana Kotková – Švýcarsko, violoncellistka Michaela Fukačová – Dánsko a další. Několikrát vystoupil i Radovan Lukavský, Alfred Strejček a Jitka Molavcová.
Bítešský hudební půlkruh úzce spolupracuje se Základní uměleckou školou. Její žáci zahajují svým vystoupením většinu koncertů. Protagonisté téměř vždy pochvalně komentují velkou návštěvnost mladých posluchačů

### Pamětihodnosti
- Kostel svatého Jana Křtitele
- Socha svatého Jana Nepomuckého, radnice a dvě kašny na Masarykově náměstí
- Škola (bývalý poplužní dvůr)
- Lípa svobody
- Busta Tomáše Garrigua Masaryka na sloupu před radnicí
- Pamětní deska Josefu Robotkovi na Masarykově náměstí[10]

### Seniorklub

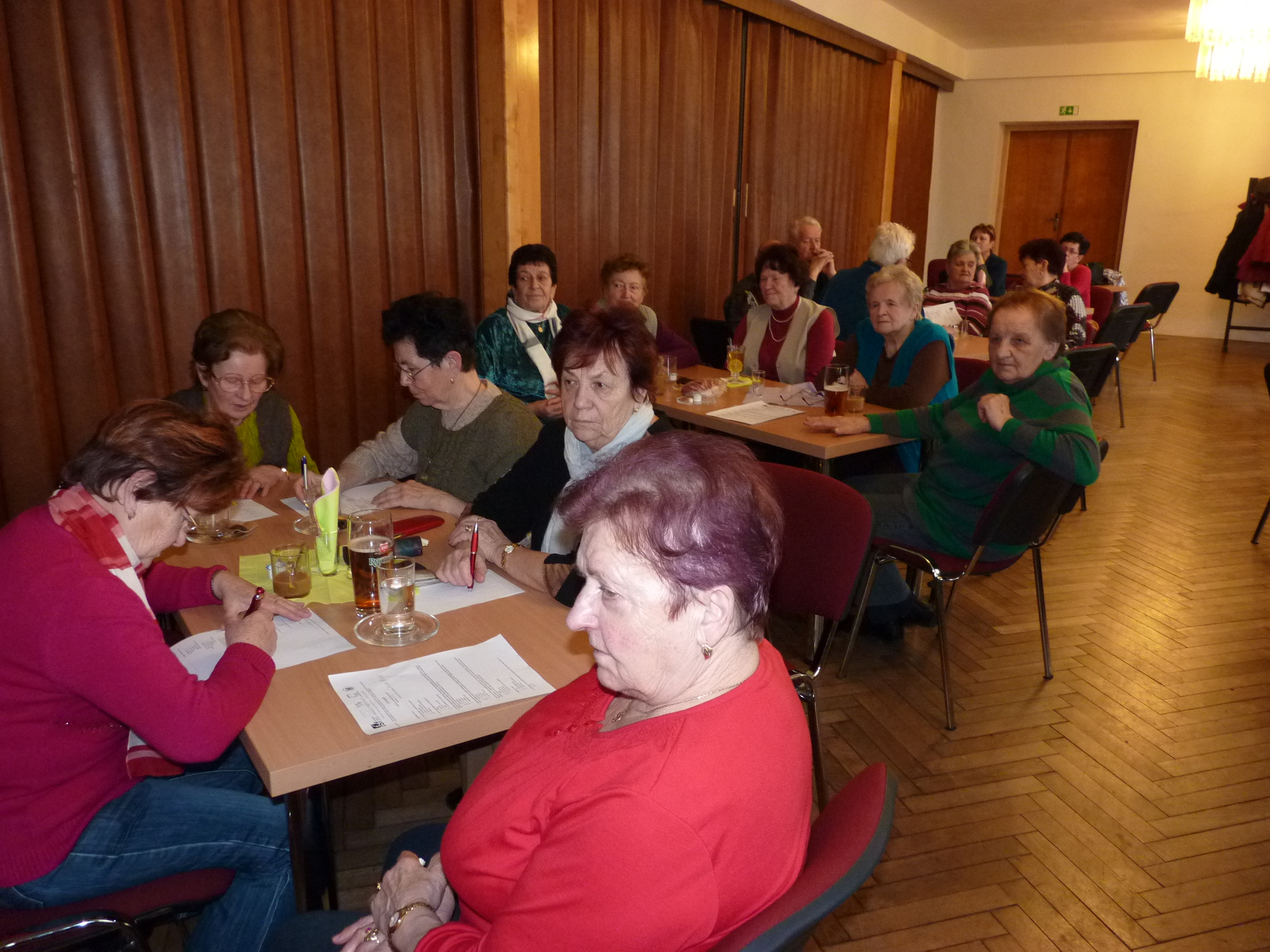
Pravidelná schůzka Senior klubu

Ve městě funguje seniorklub, který má schůzky jednou za měsíc v kulturním domě. Seniorům jsou v rámci klubu poskytovány různé akce, jako jsou např. vycházky, zájezdy, plavání, exkurze, výlety na kolech nebo besedy se známými osobnostmi.

## Školství
- Mateřská škola Velká Bíteš, U Stadionu 538 („Veselá školka“)
- Mateřská škola Velká Bíteš, Masarykovo náměstí 86

### Základní škola Velká Bíteš – Sadová

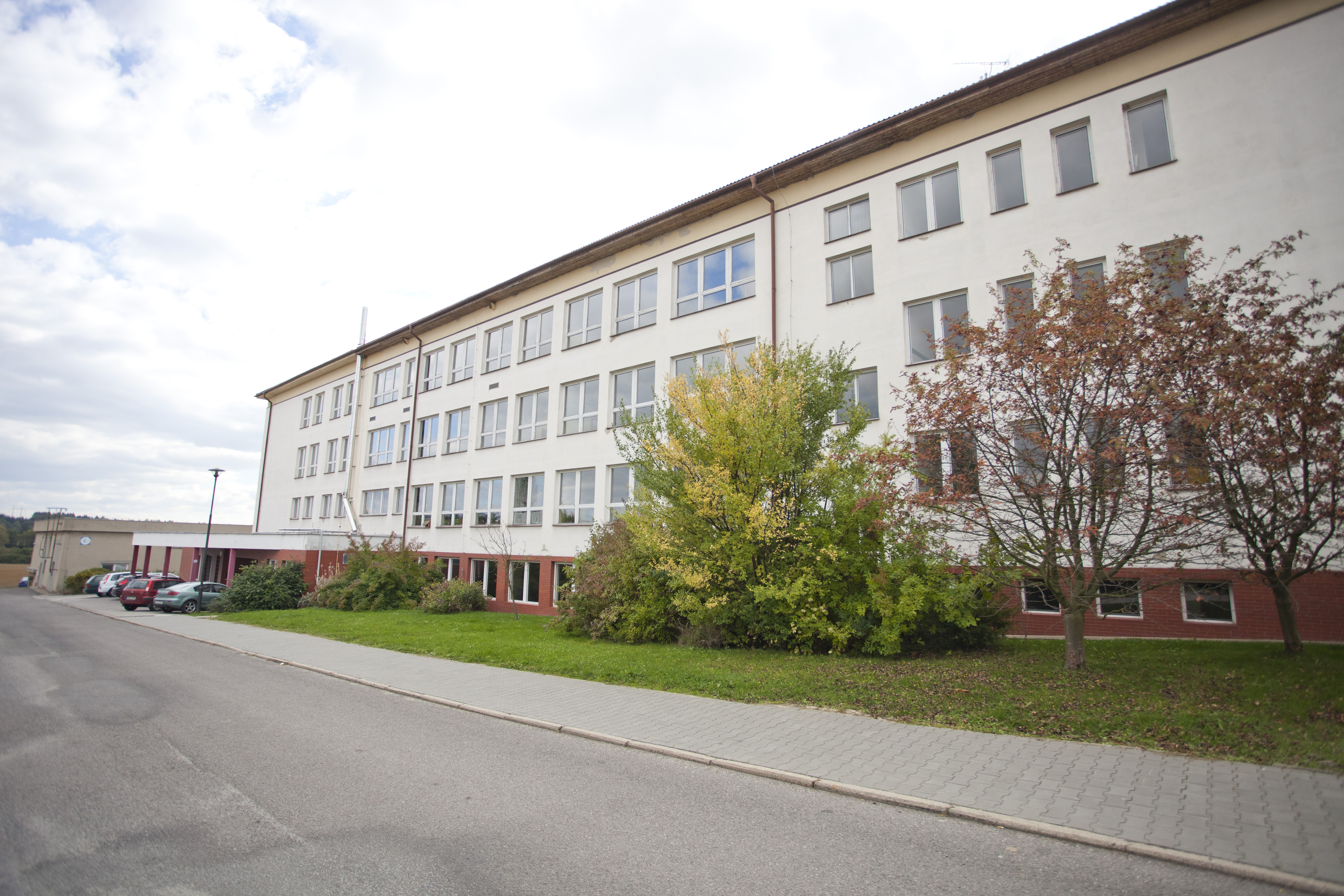
Základní škola – ul. Sadová

Základní škola Velká Bíteš je příspěvkovou organizací zřízenou městem Velká Bíteš. Školu tvoří dva nesouvisející objekty, prvním objektem je nová budova na Sadové ulici, druhým objektem je původní budova školy na Tišnovské ulici. Škola spolupracuje s dalšími subjekty ve městě a její žáci jsou z velké části dojíždějící.

### Základní škola Velká Bíteš – Tišnovská
Škola byla založena 23. května 1974 a byla zřizovaná Školským úřadem Žďár nad Sázavou. V roce 2000 získala právní subjektivitu a jejím zřizovatelem se stal Kraj Vysočina. Škola je zaměřena na vzdělávání dětí se specifickými vzdělávacími potřebami.
Pro děti přípravné třídy ZŠ speciální je třída vybavena zónou pro relaxaci a terapie, jejíž součástí je vodní lůžko, relaxační kuličkový bazének a polohovací pomůcky. Každoročně úspěšně realizuje projekty a granty na regionální či republikové úrovni. V roce 2011 byla škola hodnocena Českou školní inspekcí jako „škola dobré praxe“.

### Základní umělecká škola Velká Bíteš

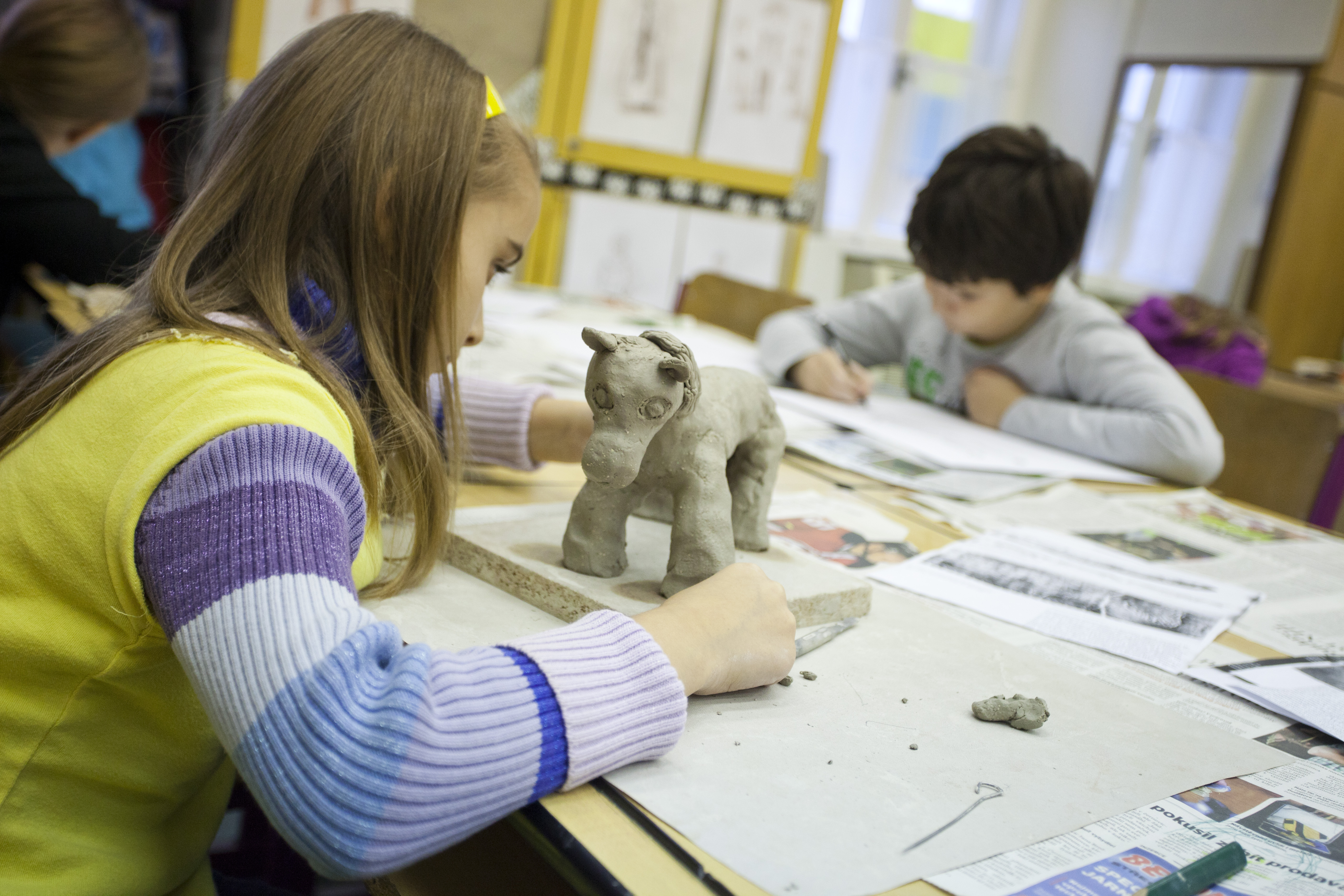
Výuka žáků ZUŠ

Základní umělecká škola má ve Velké Bíteši již dlouholetou tradici, byla založena v červnu roku 1950. Od roku 2004 je příspěvkovou organizací města Velká Bíteš a její celková kapacita povolená MŠMT je 300 žáků. Škola připravuje žáky pro budoucí amatérskou i profesionální praxi – ke zkouškám k dalšímu studiu na konzervatořích, hudebních gymnáziích nebo školách výtvarného a pedagogického zaměření. Žáci se také pravidelně účastní soutěží, ve kterých dosahují výborných výsledků, a to ve všech vyučovaných uměleckých oborech – oboru hudebním, tanečním a výtvarném.
Hudební obor je nejstarším oborem na škole a tradičně má největší počet žáků. Nabízí možnost hry na širokou paletu hudebních nástrojů, od klávesových, přes strunné, dechové až po přirozený pěvecký projev lidského hlasu. Nastudované skladby žáci pravidelně prezentují na veřejnosti – školní koncerty a besídky, přehlídky, vernisáže, soutěže.
Taneční obor podchycuje a rozvíjí taneční nadání dětí. U žáků se vytváří návyk správného držení těla, rozvíjí se rytmické a intonační cítění, smysl pro tempo a dynamiku – vše v souladu s hudbou. Žáci postupně zvládají základní pohybovou výchovu až po prvky klasického baletu, moderního a lidového tance. V průběhu školního roku se žáci účastní různých veřejných vystoupení a soutěží.
Výtvarný obor základní umělecké školy se obrací ke všem dětem a mladým lidem, kteří projevují zájem o výtvarné vzdělání. V tomto oboru se rozvíjí výtvarné dispozice žáků – vnímání, myšlení, vyjadřování, estetické cítění a tvořivost. Ve studiu se pak usiluje o to, aby žáci získali hlubší náhled na okolní svět a na sebe sama a dokázali ho výtvarně vyjádřit. Dostává se jim také ucelený přehled o výtvarném umění. Práce žáků jsou prezentovány na výstavách a soutěžích.

### Střední odborná škola Jana Tiraye Velká Bíteš

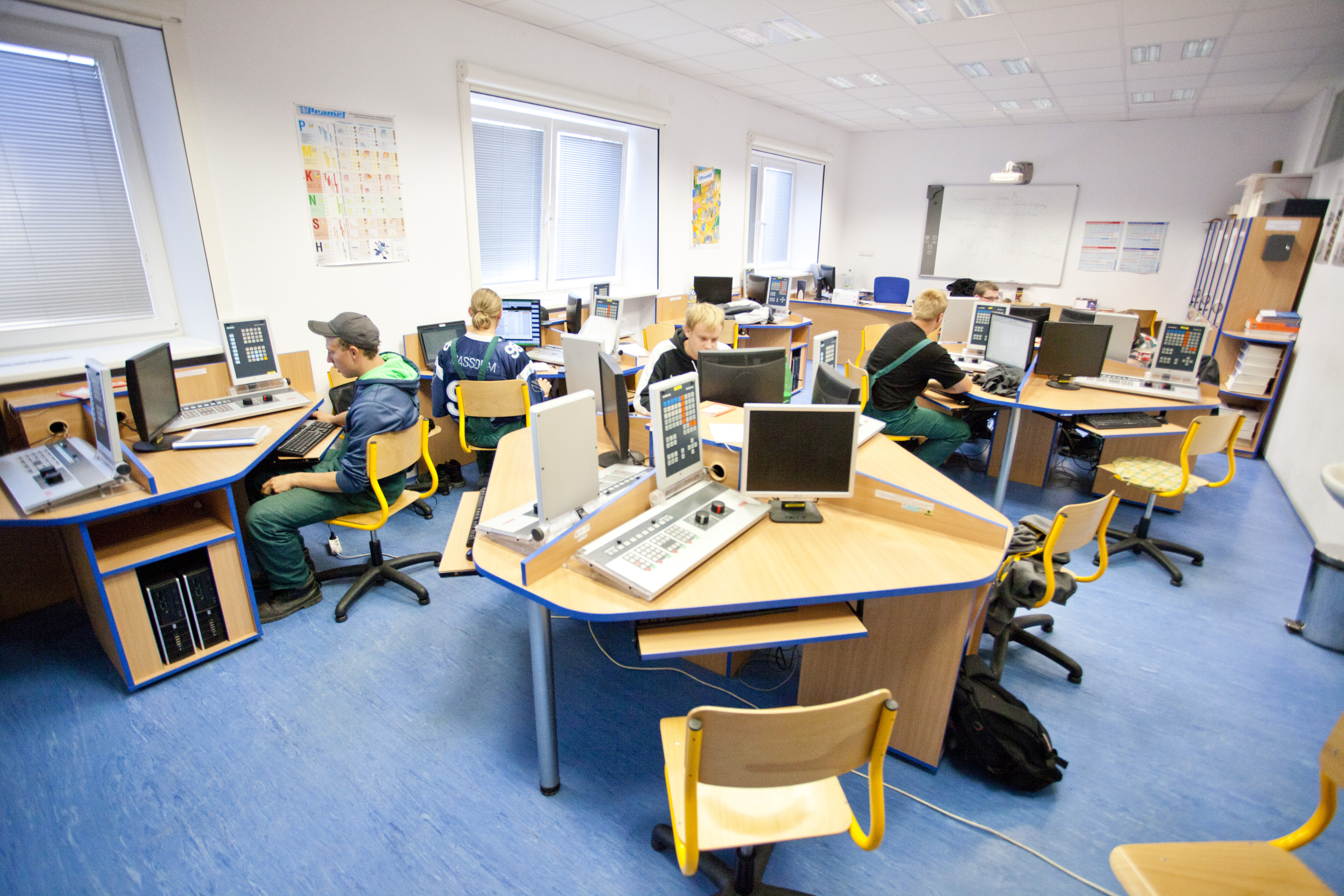
Učebna SOŠ Jana Tiraye

V roce 1999 bylo otevřeno Střední odborné učiliště Jana Tiraye. Tento významný krok podpořil ve městě zachování středního školství, které zde má tradici již od 30. let 20. století. Školní rok 2008/2009 s sebou přinesl velkou změnu v rámci nabídky oborů studia: nový maturitní obor Mechanik seřizovač a s tím související potřebu přejmenování na Střední odborná škola Jana Tiraye Velká Bíteš, příspěvková organizace. Škola nese v názvu na památku jméno významného bítešského rodáka, dějepisce a čestného občana města Jana Tiraye (23. 10. 1858 – 25. 7. 1925). Vyučoval na zdejší obecné škole, vydal dějiny města Velké Bíteše a svými aktivitami přispěl k založení muzejního spolku a bítešského muzea. Kopie busty Jana Tiraye se nachází ve vstupním vestibulu školy.
Škola se koncepčně zaměřuje na výuku strojírenských a službových oborů. Obsah vzdělávací nabídky je koncipován tak, aby vyučované obory vzdělání odpovídaly potřebám trhu práce v regionu.

## Sport

### HC Spartak Velká Bíteš
HC Spartak Velká Bíteš byl založen Lubomírem Holíkem v roce 1955, ve stejném roce byl založen i hokejový tým. Hokejisté se pravidelně účastnili okresních a později i krajských mistrovských soutěží. V sezóně 1983–1984 nastoupil bítešský tým poprvé v jihomoravském přeboru mužů. V roce 2001 postoupili hokejisté Velké Bíteše do 2. národní hokejové ligy. Od roku 2007 se klub (především díky ekonomické náročnosti) vrátil do Krajské ligy mužů Jižní Moravy a Zlína
Hokejovou základnu tvoří již od 90. let hráči nejen z Velkobítešska, ale i blízkého okolí. V současnosti je práce s mládeží realizována za pomocí kvalifikovaných místních trenérů, kteří mají bohaté zkušenosti z krajské mládežnické soutěže Vysočiny. Někteří naši odchovanci působí v současnosti také v týmech HC Kometa Brno a HC Dukla Jihlava.

### TJ Spartak Velká Bíteš
Tělovýchovná jednota Spartak Velká Bíteš patří mezi významnou součást bítešské tělovýchovy. V současné době registruje cca 650 členů v oddílech zaměřených především na sálové sporty. TJ Spartak hlavně sdružuje oddíly juda, moderní gymnastiky, florbalu, volejbalu, stolního tenisu, sálové kopané, zdravotní tělocvik, cvičení rodičů s dětmi a šachu. Mládež nejen z Velkobítešska má možnost si zasportovat pod vedením zkušených trenérů v oddílech juda, moderní gymnastiky, volejbalu žákyň, přípravce florbalu a stolního tenisu. Na své si přijdou i ženy, pro které je určen velmi oblíbený zdravotní tělocvik.
Závodníci juda, volejbalu, stolního tenisu, šachu patří mezi pravidelné účastníky soutěží pořádaných jejich národními svazy. Velmi dobré výsledky závodníků TJ Spartak jsou dobrou vizitkou nejen pro tělovýchovnou jednotu, ale i pro město Velká Bíteš.
V průběhu celého roku jsou pravidelně pořádané různé akce: turnaj mládeže judo „O bítešský rohlík“, volejbalový turnaj smíšených družstev, zimní turnaj a turnaj „O putovní pohár TJ Spartak“ v sálové kopané, okresní tělovýchovná akademie a vánoční tělovýchovná akademie, velikonoční turnaj ve stolním tenisu, nohejbalový turnaj trojic florbalový turnaj pro žáky a pro dospělé, vystoupení moderní gymnastiky.
Tělovýchovná jednota Spartak vlastní a provozuje sportovní halu 18 × 30 m vhodnou pro všechny míčové sporty. Pronájem haly je možný jak pro členy, tak i širokou veřejnost. Sportovní hala má pružnou podlahu a je vybavena brankami, sítěmi, basketbalovými koši, žíněnkami, hrazdou. Od října do března také provozuje TJ Spartak pro veřejnost i klasickou saunu. Ve městě funguje také posilovna.

## Turistika

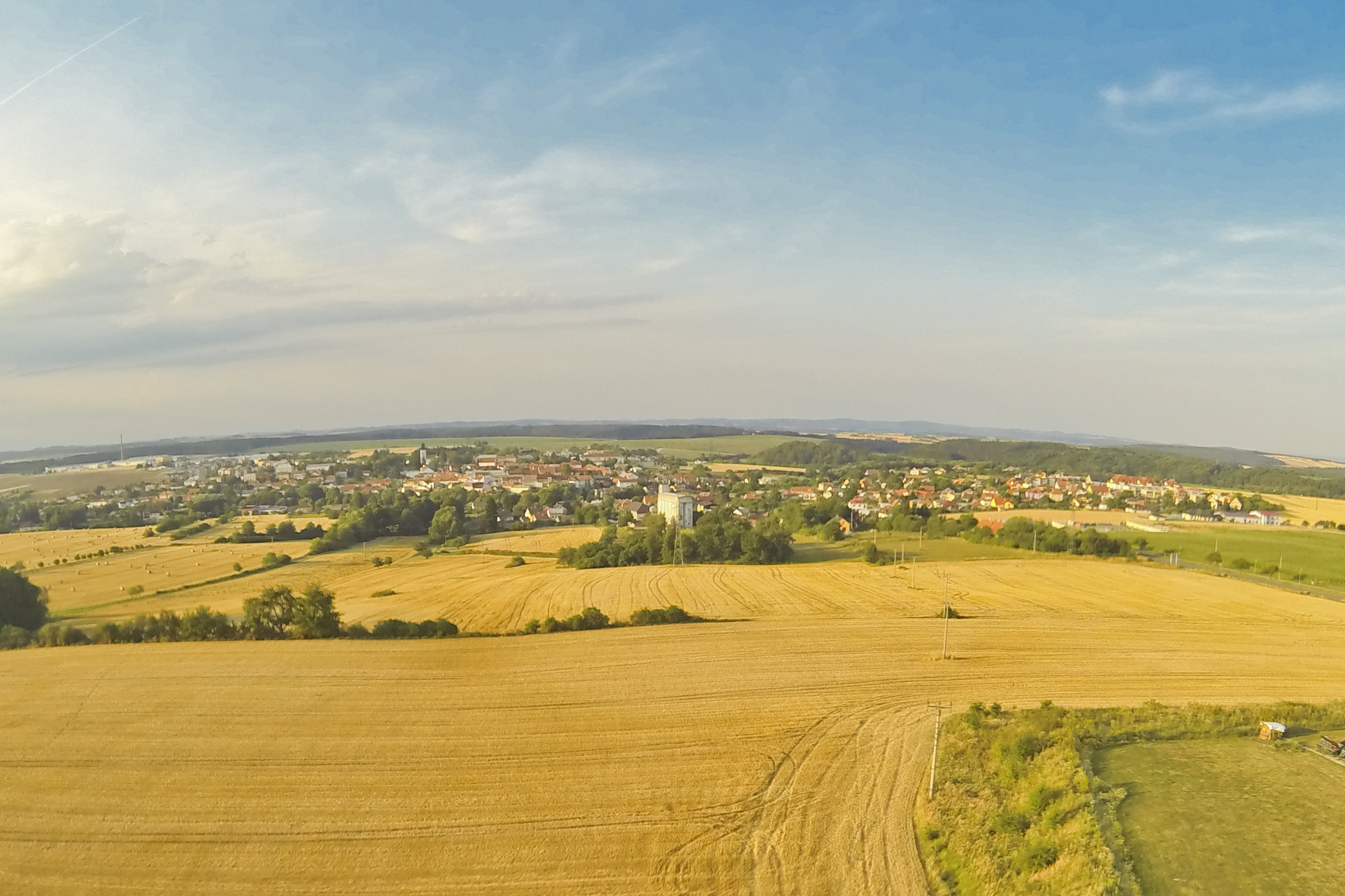
Vzdálený pohled na Velkou Bíteš

Před restaurací U Raušů se v chodníku nachází hvězdy inspirované Hollywoodským chodníkem slávy. Každá z hvězd je věnována společensky známé osobnosti (například Lukáši Krpálkovi).
Naučná stezka „Už ty mlýny doklapaly“, která vede kolem 9 bývalých mlýnů u Vlkova, Křoví a Velké Bíteše. K její trase se pojí i turistický Svatováclavský pochod.
Pokud se budete chtít podívat na starou úvozovou cestu s majestátnými stromy, určitě zavítejte do půvabné obce Jestřabí a do údolí mezi Jestřabím a Jasenicí, kde se vyskytují rostliny, které nejsou na Bítešsku tolik běžné. Nedaleko odtud, v Nových Sadech, roste u polní cesty přes 200 let stará památná borovice. U ní se nachází smírčí kříž, k němuž se váže pověst, stejně jako k mnoha dalším smírčím kamenům nalézajícím se v regionu.
Na Bítešsku vyvěrá celá řada studánek. Určitě stojí za to některé navštívit, stejně jako turistický pochod Jinošovské studánky. Ke vzdálenějším turistickým cílům patří trasa údolím Bílého potoka známá mezi místními především z doby jara, kdy na Šmelcovně probíhá „Vítání jara“. Celá oblast byla vyhlášena přírodním parkem a zahrnuje téměř 15 km dlouhý úsek toku Bílého potoka v hlubokém malebném údolí. Těšit se tady můžete na řadu lávek a někdy i brodů.
Naučná stezka Svatá hora vás zase zavede např. na nejvyšší bod Bítešska – 679 m n. m. vysokou Svatou horu, která je také i poutním místem.
Mezi Níhovem, Lubným a Řikonínem se rozprostírá údolí potoka Haldy. Skalnaté útvary, kamenná moře, husté lesy a historie spojená s 2. světovou válkou lákají výletníky.

## Doprava
Územím města prochází dálnice D1 s exitem 162 – Velká Bíteš a silnice I/37 v úseku Křižanov – Velká Bíteš – D1. Silnice II. třídy na území města jsou:
- II/379 v úseku Velká Bíteš – Tišnov
- II/395 v úseku Velká Bíteš – Košíkov – Ludvíkov – Zastávka
- II/399 v úseku D1 – Jindřichov – Náměšť nad Oslavou
- II/602 v úseku Ostrovačice – Janovice – Velká Bíteš – Nové Sady – Bezděkov – Velké Meziříčí

Silnice III. třídy pak jsou:
- III/00210 ze silnice II/602 na Jáchymov
- III/3791 Velká Bíteš – Vlkov
- III/3791a ulice Lánice a Kostelní, spojka mezi I/37 a II/379
- III/3797a ze silnice II/379 na Pánov
- III/3924 Nové Sady – Březka – Holubí Zhoř – Tasov
- III/3925 ze silnice III/3924 do Březky
- III/3926 Čikov – Holubí Zhoř
- III/3928 Velká Bíteš – Pucov
- III/3929 ze silnice III/3928 na Jestřabí
- III/3991 Jestřabí – Košíkov

Nejbližší železniční trať je trať Havlíčkův Brod – Křižanov – Brno, procházející zastávkou v sousední Osové Bítýšce a stanicí ve Vlkově u Tišnova.

## Osobnosti
- Martin Roháč (?–1571), český voják, loupežník a vrah s historicky největším počtem obětí v Českých zemích[12]
- Pavel Josef Kratochvíla (1924–1992), duchovní
- Karel Zapletal (1903–1972), geolog, děkan PřF MU
- Jan Tiray (1858–1925), pedagog, muzeolog a historik
- Václav Bouček (1869–1940), politik a advokát
- Lev Krča (1902–1945), architekt a odbojář
- Roman Hemala (1925–2005), herec

## Partnerská města
- Hanušovce nad Topľou, Slovensko
- Torrevecchia Pia, Itálie